# 府中市立国府小学校
府中市立国府小学校（ふちゅうしりつこくふしょうがっこう）は、広島県府中市高木町に所在する公立の小学校。

## データ
- 学級数：16学級
- 児童数：351名
- 校長：小川美樹

※2019（平成31年）4月現在

## 沿革
- 2012（平成24）年7月：新校舎完成、移転。
- 2018（平成30）年4月：広島県教育委員会「小学校外国語パワーアップ関連項目事業」指定校。

## 交通
- 中国バス栗柄線 - 国府小学校前バス停
- 福塩線- 高木駅